# Makszim Volodimirovics Hvoroszt
Makszim Volodimirovics Hvoroszt (ukránul: Максим Володимирович Хворост) (Harkiv, 1982. július 15. –) világ- és Európa-bajnok ukrán párbajtőrvívó.